# Myrmotherula axillaris
El hormiguerito flanquialbo (Myrmotherula axillaris), también denominado hormiguerito flanquiblanco (en Colombia, Costa Rica y Nicaragua), hormiguerito flancos blancos (en Honduras) o de flancos blancos (en Perú), u hormiguerito costados blancos (en Venezuela),  es una especie de ave paseriforme de la familia Thamnophilidae perteneciente al numeroso género Myrmotherula. Es nativo de Centro y Sudamérica.

## Distribución y hábitat
Es un ave sedentaria ampliamente diseminada que vive en el trópico de Centro y Sudamérica, desde Honduras, por Nicaragua, Costa Rica, Panamá, Colombia, Ecuador, Perú hasta el norte de Bolivia por el oeste, y por Venezuela, Trinidad, todo el escudo guayanés en Guyana, Surinam y Guayana francesa hacia el este y por toda la cuenca del Orinoco y del Amazonas hasta el sur de la misma, en Brasil.
Esta especie es considerada común su hábitat natural: el sotobosque y el estrato medio de bosques húmedos, por debajo de los 1000 m de altitud.

## Descripción
El hormiguerito flanquialbo mide un promedio de 10,7 cm de longitud, y pesa 8,1 g. Los machos tienen las partes superiores de color gris oscuro y las inferiores negras, tienen la parte superior de las alas negras y con listas y motas blancas. Sus flancos y parte inferior de las alas son blancos. Sin embargo las hembras y los inmaduros tienen las partes superiores marrones y sus partes inferiores son de color crema amarillento, con la parte superior de las alas pardo rojizas ligeramente listadas. Sus flancos y parte inferior de las alas son blancos como los de los machos.
Los machos de la variedad occidental M. a. melaena tienen tanto las partes inferiores como las superiores negras, y las hembras también son más oscuras que las de la subespecie nominal M. a. axillaris.

## Comportamiento
El hormiguerito de flancos blancos es común en las selvas primarias y secundarias. Generalmente se encuentra en grupos pequeños. 

### Aliementación
Su dieta consiste de pequeños insectos y otros artrópodos que atrapa entre las ramas del nivel bajo de los árboles.

### Reproducción
Construyen nidos en forma de copa con fibras vegetales y hojas muertas que colocan en las ramas bajas de los árboles o los arbustos. Las hembras suelen poner dos huevos blancos con motas violetas, que incuban ambos miembros de la pareja durante 16 días.

### Vocalización
Emite un silbido en forma de «quip» seguidos de un vibrante «trrrrrr».  La subespecie M. a. melaena tiene una llamada distinta con dos notas, «naa-ju» y un gorjeo descendente «pi pi pi-pi-pi-pi-pi-po-po».

## Sistemática

### Descripción original
La especie M. axillaris fue descrita por primera vez por el naturalista francés Louis Pierre Vieillot en 1817 bajo el nombre científico «Myrmothera axillaris»; la localidad tipo es «Guayana = Guayana francesa».

### Etimología
El nombre genérico femenino «Myrmotherula» es un diminutivo del género Myrmothera, que se compone de las palabras del griego «murmos» que significa ‘hormiga’ y «thēras» que significa ‘cazador’; y el nombre de la especie «axillaris», proviene del latín y significa ‘de las axilas’.

### Taxonomía
Los estudios genéticos sugieren que esta especie es pariente cercano a M. longipennis y M. menetriesii. Las tres generalmente son agrupadas en el llamado «complejo de hormigueritos grises», del cual también forman parte Myrmotherula schisticolor, M. minor. M. sunensis, M. iheringi,  M. behni, M. grisea, M. unicolor, M. snowi y M. urosticta, a pesar de que este grupo posiblemente no sea monofilético.

### Subespecies
Según la clasificación del Congreso Ornitológico Internacional (IOC) se reconocen cinco subespecies, con su correspondiente distribución geográfica. Las diferencias morfológicas entre las formas heterozyga y fresnayana no están claras.
- Myrmotherula axillaris albigula (Lawrence, 1865) - pendiente caribeña desde el sureste de Honduras hacia el sur hasta Colombia (excepto la serranía de Santa Marta), y en la pendiente del Pacífico desde el centro de Panamá (provincia de Panamá, Darién) hacia el sur hasta Ecuador (Manabí, noroeste de Azuay).
- Myrmotherula axillaris melaena (P.L. Sclater, 1857) - Sierra Nevada de Santa Marta y Colombia al oriente de los Andes, oeste de Venezuela (laderas andinas hacia el este hasta Mérida y Barinas, noroeste de Bolívar, oeste de Amazonas), noroeste de Brasil (alto río Negro al sur hasta la margen norte del río Amazonas), este de Ecuador y noreste de Perú (Amazonas, San Martín, Loreto).
- Myrmotherula axillaris axillaris (Vieillot, 1817) - este de Venezuela (Apure, Monagas, Delta Amacuro, y al sur del río Orinoco al este del río Caura), Trinidad, las Guayanas, este de la Amazonia brasileña (desde ambas márgenes del bajo río Negro hacia el este hasta Amapá y, al sur del Amazonas, este del río Madeira hasta Maranhão y al sur hasta Tocantins y Mato Grosso) y noreste de Bolivia (noreste de Santa Cruz).
- Myrmotherula axillaris heterozyga (J.T. Zimmer, 1932) - centro este de Perú (Ucayali al sur hasta Madre de Dios) y suroeste de la Amazonia brasileña (al oeste del Madeira).
- Myrmotherula axillaris fresnayana (d'Orbigny, 1835) - extremo sureste de Perú (norte de Puno) y noroeste y centro de Bolivia (al oeste del río Mamoré, y  a lo largo de la base de los Andes hacia el este hasta el oeste de Santa Cruz).

Anteriormente se consideraba otra subespecie M. a. luctuosa, geográficamente separada en la costa oriental de Brasil, pero dadas las diferencias de plumaje y vocalizaciones ha sido separada en una especie aparte como Myrmotherula luctuosa, a pesar de que la clasificación Clements Checklist/eBird, todavía así la considera como grupo monotípico.